# IC 1620
IC 1620 ist eine Balken-Spiralgalaxie vom Hubble-Typ SABbc im Sternbild Fische auf der Ekliptik, sie ist schätzungsweise 518 Millionen Lichtjahre von der Milchstraße entfernt.
Entdeckt wurde das Objekt am 13. November 1903 von dem französischen Astronomen Stéphane Javelle.